# Jan Kleinewefers
Jan Kleinewefers (geboren 12. Mai 1935 in Krefeld als Sohn von Paul Kleinewefers) ist ein deutscher Unternehmer und Verbandsfunktionär.

## Ausbildung
Nach dem Abitur 1954 an einem humanistischen Gymnasium studierte Kleinewefers Jura und volontierte nach dem Referendarexamen 1958/1959 im Maschinen- und Anlagenexport. Anschließend war er 1959/1960 Assistent des späteren Bundesbankpräsidenten Karl Klasen, der damals Mitglied im Vorstand der Deutschen Bank war. 1960/1961 studierte er an der Wharton Graduate School of Business Administration der University of Pennsylvania, Philadelphia, und nutzte die Zeit auch zur Wahrnehmung der US-Interessen der Firma Kleinewefers. 1961 besuchte er Insead in Fontainebleau mit Abschluss als MBA (Master of Business Administration).

## Berufliche Laufbahn
1962 trat Kleinewefers als Prokurist und Leiter einer Vertriebsabteilung des Familienunternehmens Joh. Kleinewefers Söhne Maschinenfabrik in Krefeld, das damals 100-jährige Stammhaus der Unternehmensgruppe ein. 1964 wurde er dort stellv., 1965 ordentlicher Geschäftsführer. 1970 übernahm er als geschäftsführender Gesellschafter die Gesamtleitung der Firmengruppe. Das Unternehmen setzte 1991 etwa 500 Mio. DM mit rund 2000 Mitarbeitern im Anlagen- und Maschinenbau für die Papier- und Textilindustrie um. 1992 brachte er den Grossteil seiner Unternehmensgruppe per Tauschvertrag in den schweizerischen Sulzer-Konzern ein und wurde dort Verwaltungsratmitglied (bis 2002); die ehemaligen Kleinewefers-Aktivitäten wurden 1994 in ein Gemeinschaftsunternehmen mit Voith übertragen, Voith-Sulzer Papertec, und 1998 ganz von Voith übernommen (Voith Paper).
2003 übernahm Kleinewefers von Rheinmetall die Aktienmehrheit an der Unternehmensgruppe Jagenberg. Noch im selben Jahr wurde der Kunststoffanlagenbau von Kleinewefers (KKA) in die Jagenberg-Tochter Kampf GmbH & Co. Maschinenfabrik integriert. In den Folgejahren wurde Jagenberg unter seiner Aufsicht als Industrieholding für mittelständische Maschinenbau- und Textilunternehmen neu aufgestellt.
Kleinewefers entwickelte ausserdem ein aktives Immobiliengeschäft in seinem heimischen Krefeld. 2015 erwarb und entwickelte er Firmengelände mit rund 33.000 Quadratmeter Produktions- und 10.000 Quadratmeter Büroflächen von Voith Paper, die den Standort Krefeld 2013 geschlossen und das ehemalige Kleinewefers Areal aufgegeben hatte.

## Verbandstätigkeit
1993 – 1995 war Kleinewefers Präsident des VDMA.